# Трясохвіст гірський
Трясохві́ст гірський (Cinclodes albiventris) — вид горобцеподібних птахів родини горнерових (Furnariidae). Мешкає в Андах. Раніше вважався конспецифічним зі смугастокрилим трясохвостом, однак за результатами молекулярно-генетичного дослідження був визнаний окремим видом.

## Підвиди
Виділяють п'ять підвидів:

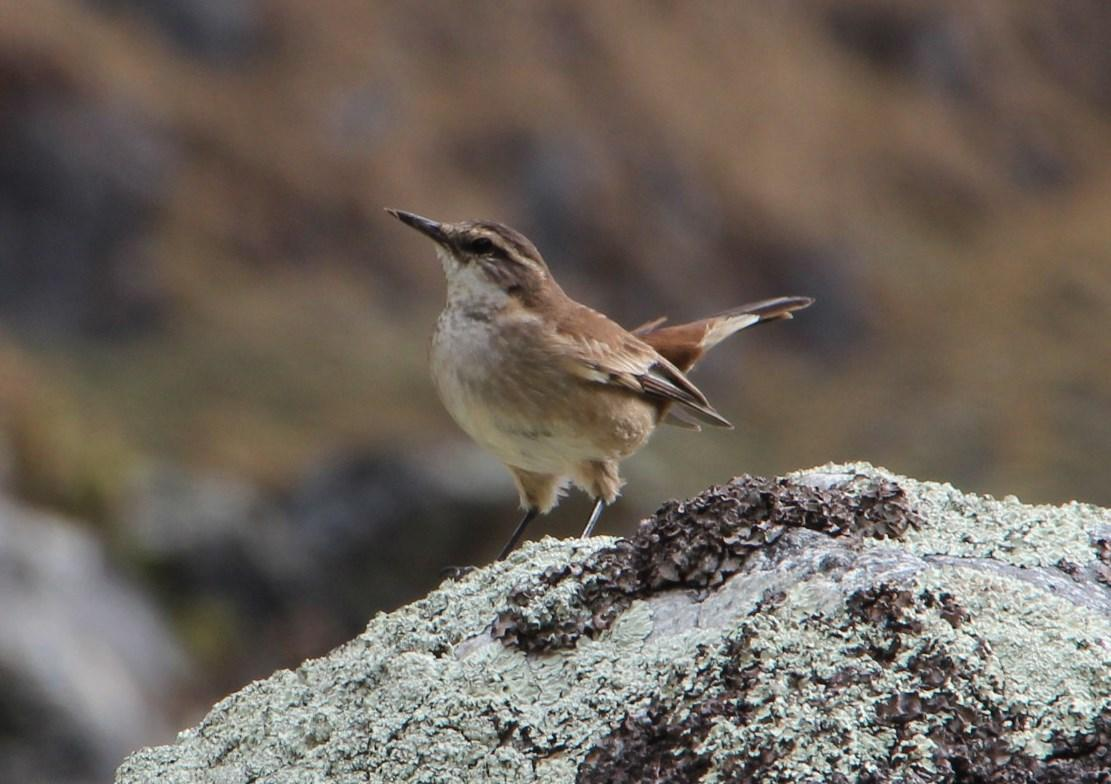
Гірський трясохвіст

- C. a. albiventris (Philippi & Landbeck, 1861) — Анди від північного Перу (Амазонас) на південь до Болівії, північного Чилі (на південь до Антофагасти) і північно-західної Аргентини (від Жужуя на південь до Ла-Ріохи);
- C. a. tucumanus Chapman, 1919 — північно-західна Аргентина (Тукуман);
- C. a. riojanus Nores, 1986 — Сьєрра-де-Фаматіна[en], Ла-Ріоха;
- C. a. rufus Nores, 1986 — Кампо-де-Ареналь, Катамарка);
- C. a. yzurietae Nores, 1986 — Сьєрра-дель-Манчао, південно-східна Катамарка.

## Поширення і екологія
Гірські трясохвости мешкають в Перу, Болівії, Чилі і Аргентині. Вони живуть на високогірних луках пуна та у високогірних чагарникових заростях. Зустрічаються на висоті від 3500 до 4500 м над рівнем моря. Взимку частина популяції мігрує в долини. Живляться безхребетними і насінням. Гніздяться в листопаді-грудні. Гніздо розміщується між камінням та в заглибинах серед скель. В кладці 2-3 білих яйця розміром 19×24 мм.